# Chuck Hanger
Charles E. "Chuck" Hanger (23 de fevereiro de 1924 — 23 de julho de 1995) foi um jogador norte-americano de basquete, conhecido pela carreira universitária na Universidade da Califórnia em Berkeley (Cal) e como jogador All-American pela União Atlética Amadora (UAA) no final da década de 1940 e início da década de 1950. Hanger estudou na escola secundária de Berkeley na Califórnia, antes de se mudar para a cidade natal, Cal. Após disputar duas primeiras temporadas pela equipe do ensino médio, Hanger se alistou no Exército dos Estados Unidos em 1943 para lutar na Segunda Guerra Mundial. Durante o combate na Bélgica, Hanger foi capturado em 19 de dezembro de 1944 e mantido até ser libertado pelas forças norte-americanas em abril do ano seguinte. No final da Segunda Guerra Mundial, Hanger retorna à atividade de basquetebolista em Berkeley. Como veterano, Hanger foi homenageado durante uma seleção da Conferência da Costa do Pacífico, ao lado do companheiro de equipe, Andy Wolfe. Foi duas vezes All-American, em 1949 e 1950.

## BAA
Após o fim da sua carreira universitária, Hanger foi selecionado pelo Minneapolis Lakers como a nona escolha geral no draft da BAA (hoje NBA) em 1948, mas não chegou a disputar a liga.

## Prêmio
- All-American pela União Atlética Amadora (1949, 1950)